# Şafak Sarıçiçek

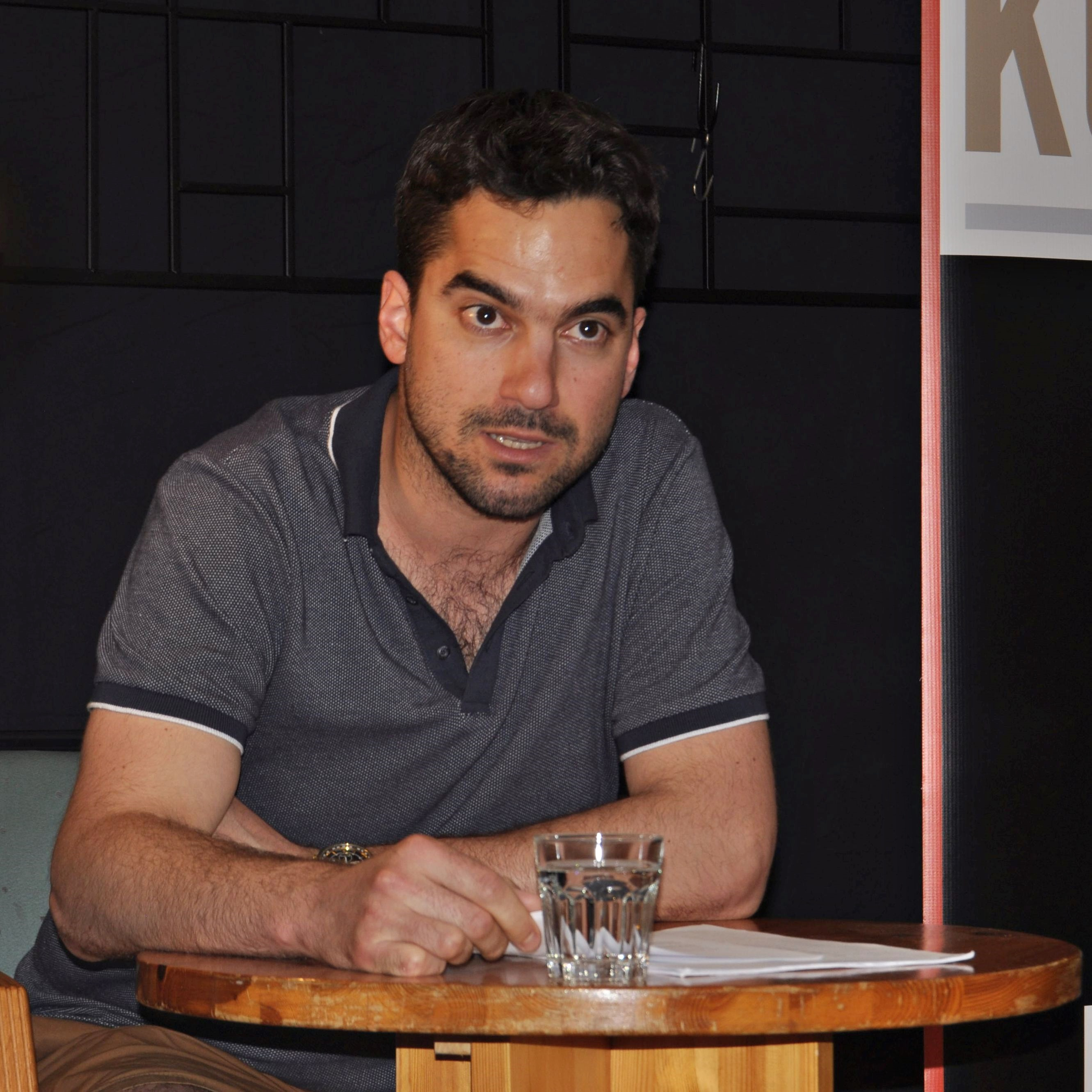
Şafak Sarıçiçek (2022)

Şafak Sarıçiçek (* 1992 in Istanbul) ist ein in der Türkei geborener deutschsprachiger Schriftsteller.

## Leben
Şafak Sarıçiçek absolvierte sein Abitur an der Deutschen Schule Istanbul. Er studierte Biowissenschaften in Heidelberg und Jura in Heidelberg und Kopenhagen. Während des Studiums arbeitete er als wissenschaftliche Hilfskraft an der juristischen Fakultät in Heidelberg. Er ist Rechtsreferendar im Bezirk des Oberlandesgerichts Karlsruhe.

## Werk
Şafak Sarıçiçek hatte seine ersten Veröffentlichungen in Anthologien und Literaturzeitschriften wie Ostragehege, Konzepte und Modern Poetry in Translation. Es erschienen Lyrik, Prosa und Essays. 2015 gründete er das Literaturkollektiv Echolot in Heidelberg.
2021 war er Stipendiat beim Nanjing International Writers‘ Residency Program und 2021–2022 bei den Young und Open Poems am Haus für Poesie Berlin. Mit Gedichten aus dem Band Im Sandmoor ein Android (Quintus Verlag) wurde Şafak Sarıçiçek Preisträger des Preises der Heidelberger Autoren 2021. Bei den 46. Tagen der Deutschsprachigen Literatur (Ingeborg-Bachmann-Preis 2022) war er Teilnehmer des Klagenfurter Literaturkurses. Im selben Jahr wurde ihm ein Übersetzungsstipendium der Heimann-Stiftung für Deutsch-Italienische Völkerverständigung zuteil. Mit Gedichten aus dem Band Wasserstätten (Verlag der 9 Reiche) wurde er Preisträger beim Hanns-Meinke-Preis für junge Lyrik 2023. In dem Jahr erhielt er auch das Jahresstipendium für Literatur der Kunststiftung Baden-Württemberg.
Seine Texte wurden u. a. übersetzt ins Englische, Chinesische, Russische, Estnische und Italienische.

## Veröffentlichungen

### Einzeltitel
- Spurensuche. Gedichte. Nettetal, Elif Verlag, 2017, ISBN 978-3-9817509-9-7.
- Der gestaute und der frei fließende Fluß. Gedichte. Haßloch, Verlag Brot und Kunst, 2019.
- Jamsids Spiegelkelch. Gedichte. Illustrationen von Deniz Sarıçiçek, Dortmund, edition offenes feld, 2019, ISBN 978-3-7504-1840-0.
- Kometen Kometen. Gedichte. Dortmund, edition offenes feld, 2019, ISBN 978-3-7494-9567-2.
- Im Sandmoor ein Android. Gedichte. Berlin, Quintus Verlag, 2021, ISBN 978-3-96982-021-6.
- Wasserstätten. Gedichte. Linolschnitte von Steffen Büchner, Lyrik-Edition NEUN, Bd. 23, Berlin, Verlag der 9 Reiche, 2023, ISBN 978-3-948999-23-0.

### Anthologien (Auswahl)
- AbwegIch. Halle-Westfalen: Gorilla Verlag, 2015.
- Verfluchte Städte. Anthologie. Kreßberg-Mariäkappel: Verlag der Schatten, 2016.
- Mein durstiges Wort gegen die flüchtige Liebe, hg. von Dinçer Güçyeter, Nettetal: ELIF Verlag, 2016.
- Cinema. Lyrikanthologie, hg. von Wolfgang Schiffer und Dinçer Güçyeter, Nettetal: ELIF Verlag, 2019.
- Zuflucht zum Meer. Ulrich-Grasnick-Lyrikpreis 2021. Berlin, Quintus Verlag, 2021.
- Fessel und Flügel. Ulrich-Grasnick-Lyrikpreis 2022. Berlin, Quintus Verlag, 2022.
- Tänzer auf dem Seil. Zum 85. Geburtstag von Ulrich Grasnick, hg. von Steffen Marciniak, Berlin: Verlag der 9 Reiche, 2023.

## Preise und Auszeichnungen
- 2017: 1. Platz, IGA Berlin 2017 für Lyrik (bis 29 Jahre)[6]
- 2017: Förderwerkstatt Literaturhaus Aargau, Textstatt 2017
- 2021: Förderwerkstatt Haus für Poesie, Open Poems, Berlin[7]
- 2021: Preis der Heidelberger Autoren[8][9]
- 2021: Writer in Residence Nanjing (China)[10]
- 2022: Übersetzungsstipendium Expedition Poesie Heidelberg – Melbourne[11]
- 2022: Stipendiat 25. Klagenfurter Literaturkurs im Rahmen des Ingeborg-Bachmann Preises[12]
- 2022: Übersetzungsstipendium Literatur TANDEM letterario, Heimann Stiftung, Wiesloch[13]
- 2023: Jahresstipendium für Literatur der Kunststiftung Baden-Württemberg[14][15]
- 2023: Hanns-Meinke-Preis für junge Lyrik[16][17]
- 2024: Arbeitsstipendium Förderkreis der Schriftsteller:innen in Baden-Württemberg[18]